# Kiko Mizuhara
Audrie Kiko Daniel (15 de outubro de 1990), conhecida profissionalmente como Kiko Mizuhara (em japonês: 水 原 希 子, Mizuhara Kiko), é uma modelo, atriz, cantora e designer americana-japonesa  que vive no Japão desde a infância. 
Kiko Mizuhara começou sua carreira de modelo aos doze anos de idade, quando entrou em um concurso de audição para a revista Seventeen, no qual os leitores selecionavam seu novo rosto favorito para a revista.  Mais tarde, ela assinou como modelo nas revistas ViVi e MAQUIA.  Mizuhara estreou-se como atriz em 2010 em Norwegian Wood  e, a partir desse ano, tem aparecido continuamente no cinema e já fez parte dos dramas japoneses Yae no Sakura, "Shitsuren Chocolatier" e "Nobunaga Concerto".  Em 2011 e 2013, respectivamente, ela foi apresentada como cantora em "The Burning Plain" de Towa Tei e na faixa "No Way" de M-Flo em seu álbum Neven. Mizuhara colaborou com a marca Opening Ceremony, e as cantoras Rihanna  e Beyoncé  usaram seus designs para a marca. Em 2014, Mizuhara foi listada em The Business of Fashion 500: The People Shaping the Global Fashion Industry. 

## Vida pregressa
Mizuhara nasceu Audrie Kiko Daniel em Dallas, Texas e se mudou para Tóquio aos 2 anos e depois para Kobe, Japão, aos 3 anos com sua família. Sua mãe, Yae Mizuhara é Zainichi Korean de Nagasaki, Japão, e seu pai, Todd Daniel, é um americano do Texas. Ela tem uma irmã chamada Ashley Yuka Daniel, 4 anos mais nova que ela, que também trabalha na indústria de modelos com o nome de Yuka Mizuhara.  Quando ela tinha 13 anos, seus pais se divorciaram e seu pai voltou para os Estados Unidos.

## Carreira

### Trabalhos como modelo
Em 2002, Mizuhara participou de um concurso e ganhou um teste para a revista de moda Seventeen. Na audição, ela foi escolhida como Miss Seventeen e se tornou uma modelo exclusiva da Seventeen pelos próximos 3 anos.  Aos 16 anos, ela se mudou para Tóquio sozinha, vivendo separada de sua mãe e irmã em Kobe para avançar em sua carreira como modelo. Em julho de 2007, Kiko Mizuhara tornou-se modelo exclusivo da revista de moda ViVi.
A partir de 2008, Kiko Mizuhara passou a ser modelo regular de desfile na "Tokyo Girls Collection".  A sua estreia internacional na passarela foi no The Paris Collections no Olympia Le Tan's Spring/Summer 2014 Show.  No mesmo ano, Mizuhara foi convidado pelo estilista britânico Nasir Mazhar para desfilar para sua coleção "S/S 2014 Collection" na London Fashion Week  e no desfile de estreia do estilista Jeremy Scott para a Moschino na Milan Fashion Week.  Pelas experiências em passarelas, Mizuhara foi escolhida para abrir e fechar o "the Fall/Winter 2014 Show" da Sretsis, uma linha de roupas da marca tailandesa, durante a Mercedes-Benz Fashion Week em Tóquio.  Ela também participou da primeira mostra de coleção completa de Nicola Formichetti para Diesel em Veneza, Itália.  Em 2017, Kiko Mizuhara desfilou pela "S/S 2018 Ready-to-Wear collection" de Alexander Wang na New York Fashion Week.
Além de suas experiências nas passarelas, Mizuhara apareceu em inúmeras capas de revistas e reportagens não apenas no Japão, mas também na Ásia e na Europa. Ela apareceu nos principais editoriais da Vogue para a Vogue Japan, Vogue China, Vogue Taiwan, Vogue Italia, American Vogue, Vogue Girl Japan e L'Uomo Vogue. Ela fez capas e spreads para Nylon, Numero, Vivi, Seventeen, Grazia, GQ, Elle, Harper's Bazaar, L'Officiel, MAQUIA, GISELe, V Magazine, Another Magazine, Dazed and Confused, Cosmopolitan, Dedicate Magazine, Jalouse Magazine, etc. Sendo uma das it-girl top em seu país, ela filmou anúncios local e internacionalmente que a tornaram conhecida por pessoas da moda como Karl Lagerfeld, Marc Jacobs, Michael Kors, Anna Dello Russo, etc. Mizuhara também filmou campanhas publicitárias para Diesel, Phillip Lim, Vivienne Tam, Reebok, Kitsuné, Tiffany & Co., Shiseido, etc. Ela também foi nomeada como embaixadora da CHANEL para receber convites VIP e da primeira fila para a semana de moda e todos os outros eventos da marca. Em 2012, Mizuhara foi fotografada pelo próprio Karl Lagerfeld para a campanha "The Little Black Jacket"da chanel. Dezembro de 2013 Kiko Mizuhara participou do Chanel Metiers d'Art Show em Dallas, Texas.
Mizuhara estrelou a campanha publicitária Marc Jacobs Eyewear 2017.  Em 2018, ela foi nomeada a primeira embaixadora asiática da Dior. Ela também foi recebida na Coach family no mesmo ano.

### Atuação
Mizuhara co-estrelou em Norwegian Wood (2010) de Tran Anh Hung com Kenichi Matsuyama e Rinko Kikuchi.  Ela desempenhou um papel coadjuvante em Helter Skelter  (2012), de Mika Ninagawa, baseado no premiado mangá do mesmo nome de Kyoko Okazaki.  Ela também desempenhou um papel coadjuvante em I'm Flash! de Toshiaki Toyoda (2012),  e co-estrelou em Keishi Otomo's Platinum Data com Kazunari Ninomiya.  Além de seus filmes, Mizuhara atuou como uma feiticeira em Trick The Movie: Last Stage (2014),  onde falava Bahasa enquanto o filme era filmado em Kuching, Malásia. Em julho de 2014, Mizuhara foi anunciado para participar da live ao vivo Attack on Titan lançado no verão (2015). 
Mizuhara fez sua primeira aparição na telinha na série de televisão japonesa Yae no Sakura.  Em 2014, ela estrelou o drama Shitsuren Chocolatier e Nobunaga Concerto. Ela fez parte do elenco principal do drama japonês Kokoro ga Pokitto ne (Crazy For Me) em 2015.

### Design
Mizuhara começou sua colaboração com a Opening Ceremony durante a primavera de 2013, em comemoração à loja principal da Opening Ceremony no Japão. A coleção foi inspirada em Paris dos anos 1920, criando uma coleção de blusas très jolies, lingerie e shorts curtos com babados.  No mesmo ano, ela intitulou sua coleção F/W de "Bad Girl of the 90s", na qual a famosa roupa de pizza ganhou as manchetes por ser usada pela celebridade Beyoncé, outros itens que ela projetou usados por Rihanna  e outros. Mizuhara também está lançando uma coleção de chapéus de alta octanagem que combinam o estilo Harajuku com o streetwear dos anos 90, em colaboração com a Opening Ceremony Japan e baseado no Harlem da gravadora Gypsy Sport.  Em 2014, Mizuhara lançou sua coleção Spring/Summer Girlfriend of the Rockstar com um novo conjunto de peças chiques, sexy e doces  enquanto uma coleção Disco Bowling inspirada na década de 1980 foi lançada para itens de outono/inverno.  Na Opening Ceremony Japan, Mizuhara também colaborou com o fotógrafo Nobuyoshi Araki e o designer Yoshikasu Yamagata, em linha com a abertura da primeira filial da marca em Osaka, Japão. 
Mizuhara se associou ao selo UNIF em 2017 para lançar uma coleção de primavera. A linha é inspirada no amor de Mizuhara por roupas retrô, e a colaboração apresenta uma linha de peças distantes dos anos 90, incluindo um top crop colorido, uma jaqueta jeans bordada, um minivestido deslizante e até um delicado sutiã azul bebê com detalhes em borboleta. Alguns itens dessa coleção, como a camiseta de malha lúcida KIKO X UNIF e a saia de besouro, foram usadas pelas integrantes do BLACKPINK em seu videoclipe de As If It's Your Last de 2017. Outras celebridades que usaram seus itens desta coleção incluem Ga-in do Brown Eyed Girls e Sunmi.
Em 2016, Mizuhara fundou a KIKO Co., Ltd. (comumente referido como “OFFICE KIKO”). No ano seguinte, ela lançou sua própria marca de designer chamada “OK”. No seu primeiro ano de operação, a “OK” já conseguiu várias colaborações de alto nível, criando produtos de moda, cultura artística e estilo de vida. Em 1º de setembro de 2018, o OFFICE KIKO anunciou uma nova linha de botas e sapatos em colaboração com a Esperanza, empresa japonesa de calçados voltada para mulheres jovens. A linha inclui botas plataforma Kogal e saltos grossos em várias cores e tecidos de papoula.

## Vida pessoal
Mizuhara declarou em uma entrevista à NBC News que ela já namorou mulheres, algo que influenciou sua interpretação de Rei em Kanojo.

## Filmografia

### Filme
- Norwegian Wood (2010)
- Helter Skelter (2012)
- I'm Flash! (2012)
- Platina Data (2013)
- Trick The Movie: Last Stage (2014)
- Attack on Titan: End of the World (2015), Mikasa Ackerman
- The Kodai Family (2016), Shigeko Kōdai
- Nobunaga Concerto (2016), Oichi
- Tornado Girl (2017), Akari Amami
- The Blue Hearts (2017)
- Malu (2020)
- Aristocrats (2021), Miki
- Kanojo (2021), Rei

### Televisão
- Yae no Sakura (2013), Yamakawa Sutematsu
- Shitsuren Chocolatier (2014), Erena Katō
- Nobunaga Concerto (2014)
- Kokoro ga Pokitto ne (english title: Crazy for me) (2015)
- Kazoku no Katachi (2016), Haruka
- The Good Wife (Japanese TV series) (2016)[35]
- Uso no Sensou (2017)
- Queer Eye: We're in Japan! (2019)

### Animação
- One Piece: Heart of Gold (2016), Naomi Drunk

## Discografia

### Participações como convidada
- Towa Tei – "The Burning Plain" from Sunny (2011)
- M-Flo – "No Way" from Neven (2013)
- Mademoiselle Yulia - "Harajuku Wander" from Whatever Harajuku (2013)
- The Weeknd – "I Feel It Coming ft. Daft Punk" from Starboy (2016)
- The Internet - "La Di Da" from Hive Mind (2018)

## Prêmios e reconhecimento
- 54th Fashion Editors Club of Japan Awards: Model of the Year
- 2012 Japan Fashion Leader Awards
- 2014 SOHU Fashion Awards: Asian Fashion Icon of the Year